# NGC 1069
NGC 1069 ist eine Spiralgalaxie mit aktivem Galaxienkern vom Hubble-Typ Sc im Sternbild Walfisch südlich der Ekliptik. Sie ist schätzungsweise 422 Millionen Lichtjahre von der Milchstraße entfernt und hat einen Durchmesser von etwa 175.000 Lichtjahren.
Im selben Himmelsareal befinden sich u. a. die Galaxien NGC 1047, NGC 1048, NGC 1052, NGC 1071.
Das Objekt wurde am 29. September 1886 vom US-amerikanischen Astronomen Lewis Swift entdeckt.